# 赤い悪魔の子守歌
『赤い悪魔の子守歌』（あかいあくまのこもりうた）は、関よしみ作画、藤本ひとみ原作による日本の漫画作品。

## 概要
『なかよし』（講談社）において、1986年から1986年まで連載された。人食い蜘蛛の大群に襲われるパニックホラー漫画。

## 書誌情報
- 『赤い悪魔の子守歌』 講談社〈講談社コミックスなかよし〉、全1巻、1986年6月6日発行、ISBN 4-06-178541-9